# Ludwik Konarski

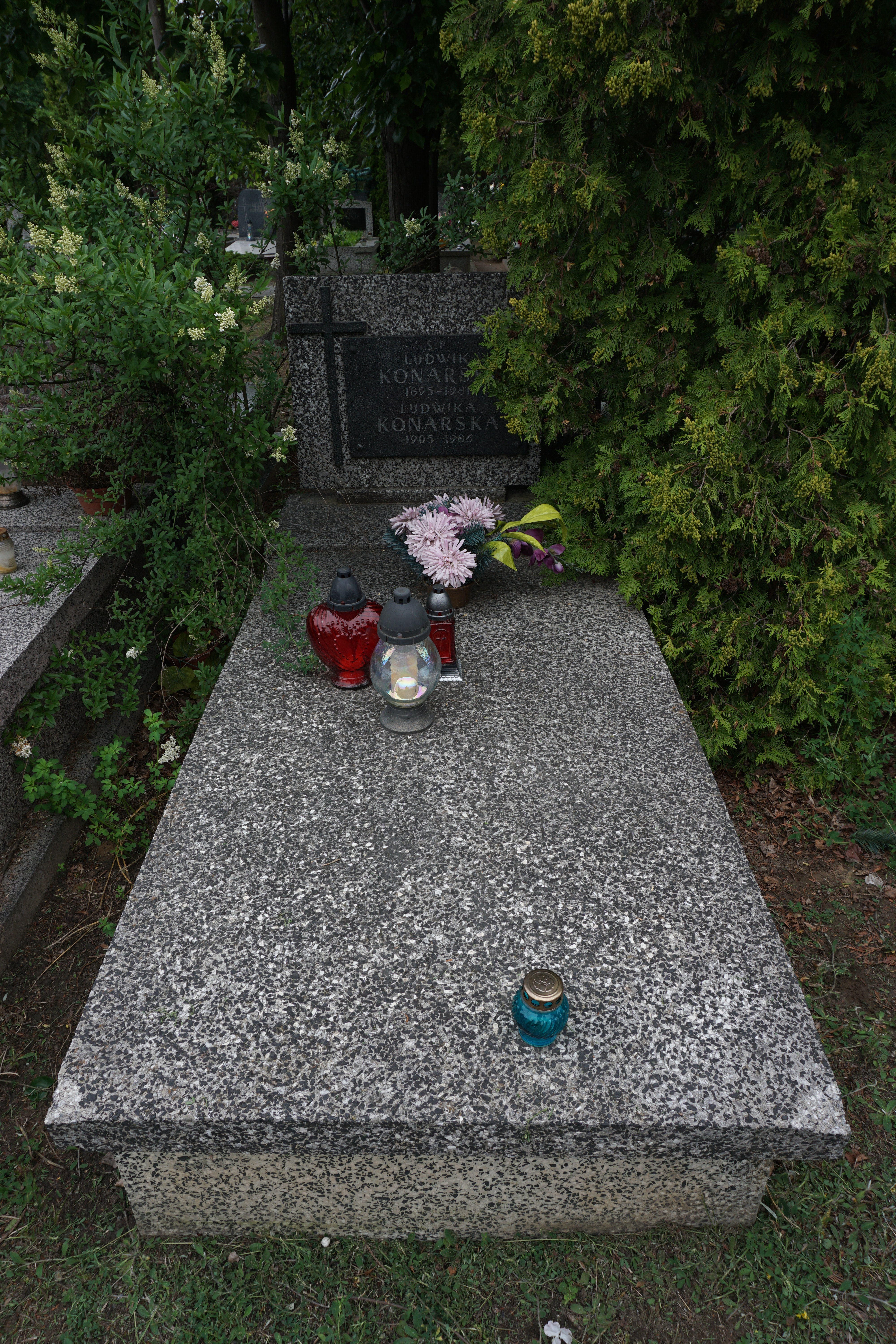
Grób Ludwika Konarskiego na cmentarzu komunalnym Północnym

Ludwik Wiktor Konarski, ps. „Victor” vel „Wiktor” (ur. 16 października 1895 we Lwowie, zm. 20 maja 1981 w Warszawie) – podpułkownik piechoty Wojska Polskiego.

## Życiorys
Syn Franciszka i Anny. Ukończył gimnazjum. W czasie I wojny światowej walczył w szeregach 1 pułku Ułanów Legionów Polskich. Od 6 lutego do 4 kwietnia 1917 roku był słuchaczem kawaleryjskiego kursu oficerskiego przy 1 pułku ułanów w Ostrołęce. Kurs ukończył z wynikiem dobrym. Posiadał wówczas stopień starszego ułana.
Od listopada 1918 służył w Wojsku Polskim. W czasie wojny polsko-bolszewickiej walczył w szeregach 9 pułku piechoty Legionów. 1 kwietnia 1920 awansowany do stopnia porucznika. Mianowany kapitanem ze starszeństwem od 1 czerwca 1919. W 1927 przeniesiony do dowództwa 24 Dywizji Piechoty. W listopadzie 1928 przeniesiony do 3 pułku piechoty Legionów, zaś w lipcu 1929 został przeniesiony na stanowisko referenta Biura Personalnego Ministerstwa Spraw Wojskowych w Warszawie. Awansowany do stopnia majora ze starszeństwem z dniem 1 stycznia 1930. Od 1936 dowódca batalionu w 36 pułku piechoty Legii Akademickiej, a następnie dowódcy batalionu 24 pułku piechoty w Łucku i wreszcie I zastępca dowódcy tego pułku. Na stopień podpułkownika został mianowany ze starszeństwem z 19 marca 1938 i 30. lokatą w korpusie oficerów piechoty. W sierpniu 1939 roku, po przeprowadzonej mobilizacji pułku, został dowódcą Ośrodka Zbierania Nadwyżek w Łucku, a we wrześniu 1939 zastępcą dowódcy Ośrodka Zapasowego 27 Dywizji Piechoty. 
Po zakończeniu wojny obronnej 1939 uniknął niewoli. Od lutego 1941 do stycznia 1945 pełnił funkcje inspektora Inspektoratu Skierniewice AK. W trakcie powstania warszawskiego, organizował oddziały w Puszczy Kampinoskiej, i dowodził 15 sierpnia oddziałem odsieczy. Po wojnie w kraju. Mieszkał i pracował w Warszawie.
Był mężem Ludwiki Natalii z Lubańskich (1905–1986).
Zmarł 20 maja 1981 w Warszawie. Spoczywa, razem z żoną, na cmentarzu komunalnym Północnym w Warszawie (kwatera E-VIII-2-2-6).

## Ordery i odznaczenia
- Krzyż Niepodległości (12 maja 1931)[7]
- Krzyż Walecznych (czterokrotnie: po raz trzeci za służbę w POW w b. zaborze austriackim i b. okupacji austriackiej[8])
- Złoty Krzyż Zasługi po raz pierwszy (19 marca 1931)[9]
- Złoty Krzyż Zasługi po raz drugi (16 lutego 1938)[10]
- Medal 10 Rocznicy Wojny Niepodległościowej (Łotwa)[11]